# Adalbert Kuzmanović
Adalbert Kuzmanović (Laćarak, Srijemska Mitrovica, 1863. – Sarajevo, 28. siječnja 1911.) bio je hrvatski književnik rodom iz Srijemske Mitrovice. 

## Životopis
Pučku školu završio je u rodnom mjestu, a niže razrede gimnazije u Srijemskoj Mitrovici. Radio kao tehnički crtač u Travniku.
Surađivao je u časopisu Nada Silvija Strahimira Kranjčevića, u Vijencu, Prosvjeti i drugim listovima i časopisima. Bio je poznat po satirično-humorističnoj crti koja se provlačila u njegovim djelima.

## Djela
- Lugom i perivojem (pjesme, 1899.)
- Vitropir (drama, 1901.)
- Zulumćar (drama, 1905.)
- Za obraz (drama, 1907.)
- Republika u Magaraševcu (drama, 1908.) - njegovo najpopularnije djelo. Doživjela je i radijsko izdanje u emisiji "Panoptikum" Hrvatskog radija.
- Plebejci (drama u rukopisu).

## Vanjske poveznice
- [neaktivna poveznica]